# 3066 McFadden
3066 McFadden este un asteroid din centura principală, descoperit pe 1 martie 1984 de Edward Bowell.